# Culicoides brevipalpis
Culicoides brevipalpis är en tvåvingeart som beskrevs av Mercedes Delfinado 1961. Culicoides brevipalpis ingår i släktet Culicoides och familjen svidknott. Inga underarter finns listade i Catalogue of Life.